# Theme Park World
Theme Park World (còn gọi là Sim Theme Park tại Hoa Kỳ và Brazil và Theme Park Rollercoaster trên bản PS2 ở Mỹ) là một trò chơi mô phỏng xây dựng và quản lý và là phần tiếp theo của tựa game năm 1994 Theme Park. Theme Park World do hãng Bullfrog Productions phát triển và Electronic Arts phát hành vào năm 1999. Ban đầu được phát triển cho Windows, rồi sau chuyển sang cho PlayStation và PlayStation 2, cũng như cho máy tính Macintosh. Phiên bản Mac do hãng Feral Interactive phát hành. Một bản mở rộng cho PC gọi là Theme Park World: Gold Edition, thêm vào một số trò chơi mới lạ và hấp dẫn.
Dù chẳng có mối liên hệ nào với trò Sim của Maxis, cả Maxis và Bullfrog đều thuộc quyền sở hữu của Electronic Arts, do vậy nó được xác định là một phần của dòng game Sim của Electronic Arts. Theo sau là bản Theme Park Inc (còn được gọi là Sim Coaster) được phát hành vào năm 2000/2001.

## Lối chơi
Giống như những phần trước đây, Theme Park World giao cho người chơi nhiệm vụ quản lý một chuỗi công viên giải trí. Để làm được vậy, người chơi phải chọn cách chi tiêu quỹ sẵn có, tìm cách mở rộng số lượng và phạm vi các khu công viên của mình trong khi vẫn đạt được lợi nhuận. Thu nhập từ công viên có thể được sử dụng để mua sắm những trò chơi hoặc các điểm tham quan mới, thuê nhân viên để bảo dưỡng công viên và các chức năng tương tự khác. Người chơi cũng có thể kiểm soát các yếu tố khác nhau, chẳng hạn như tên gọi của công viên, giá vé vào cổng, cách bố trí đường tàu lượn, và chất lượng thực phẩm tại các nhà hàng trong công viên. Một người báo tin trông như con kiến gọi theo tên Buzzy, lồng tiếng bởi Terry McGovern trong bản Mỹ hóa Sim Theme Park và Lewis MacLeod trong bản Theme Park World được phát hành tại Anh, giúp đỡ người chơi bằng những lời khuyên trong suốt quá trình chơi.
Người chơi có thể kiếm được vé hoặc chìa khóa vàng để hoàn thành các giải thưởng như nhận được một số lượng khách nhất định trong công viên, đạt đến một mức độ hạnh phúc nhất định, và tạo ra lợi nhuận nhất định trong một năm. Vé vàng có thể được sử dụng để mua nhưng trò chơi cảm giác mạnh đặc biệt nếu không được mở khóa bởi các nhà nghiên cứu công viên, cũng như các chìa khóa vàng rất cần thiết để mở thêm những công viên bổ sung.
Có bốn loại hình công viên khác nhau mà người chơi có thể mở khóa và xây dựng, được gọi chung là thế giới (worlds). Mỗi thế giới đều có một chủ đề riêng biệt, với các chuyến tàu lượn được thiết lập phù hợp, cửa hàng và sân khấu trình diễn. Khi người chơi mở khóa các khu vực mới, trò chơi dần dần trở nên khó hơn trước. Những thế giới này bao gồm:
- Lost Kingdom, một công viên lấy chủ đề rừng rậm với những lâu đài Aztec và bầy khủng long. Cùng với Halloween World là thế giới đầu tiên mà người chơi tiếp cận trong game.
- Halloween World, một công viên lấy chủ đề kinh dị với các chuyến tàu ma quái và những ngôi nhà ma ám. Thế giới này cùng với Lost Kingdom chỉ cần duy nhất một chìa khóa vàng để mở khóa.
- Wonder Land, một công viên lấy chủ đề kỳ ảo với bầy côn trùng và hoa thơm cỏ lạ. Cần ba chìa khóa vàng để mở khóa thế giới này.
- Space Zone, một công viên lấy chủ đề tương lai với phi thuyền không gian và người ngoài hành tinh. Cần năm chìa khóa vàng để mở khóa thế giới này.

## Âm thanh
Theme Park World được trao giải thưởng BAFTA năm 2000 cho phần âm thanh. Giải thưởng được thu thập để vinh danh nhà soạn nhạc James Hannigan, thiết kế âm thanh Richard Joseph và đạo diễn âm thanh Nick Laviers.